# Adolf Dillinger

A.H. Dillinger 1899

Adolf Hector Dillinger (* 8. Oktober 1846 in Rastatt; † 19. August 1922 in Berlin) war ein deutscher Druckereibesitzer, Verleger und Mitglied des Deutschen Reichstags.

## Leben

Reisepass von A.H. Dillinger

Dillinger besuchte das Lyceum in Heidelberg und die Seemannsschule in Hamburg. Er trieb handelswissenschaftliche und nautische Studien in New York, machte große Reisen unter anderem nach Ostindien, Nord-, Zentral- und Südamerika. Ab 1877 war er als Journalist tätig und Herausgeber des Badischen Landesboten und des Badischen General-Anzeiger in Karlsruhe.
Sein Sohn Leo Edgar Dillinger wurde am 16. Juli 1887 geboren.
Von 1890 bis 1893 war er Mitglied des Deutschen Reichstags für den Wahlkreis Baden 9 (Pforzheim, Ettlingen) und für die Deutsche Volkspartei.